# Olszowa Droga
Olszowa Droga [ɔlˈʂɔva ˈdrɔɡa] est un village polonais de la gmina de Goniądz dans le powiat de Mońki et dans la voïvodie de Podlachie. 